# بوينغ 747-8

طائرة الخطوط السعودية من طراز 747-8 للشحن

بوينغ 747-8 هي طائرة بدن واسع طُورت من طرف شركة بوينغ لصناعة الطائرات، والتي تعتبر النسخة الرابعة في جيل طائرات البوينغ 747 ، يمتاز هذا الطراز ببدّن مَطول عن سابقه وأجنحة بتصميم جديد وتطوير الكفاءة، حيث تعتبر 747-8 الأوسع بين طائرات 747 وأكبر طائرة تجارية بنيت في الولايات المتحدة الأمريكية والأطول في العالم. أُعلن عنها رسميا عام 2005 . وتعتبر تلك النسخة تطورا جذريا من النسخة بوينغ 747-400. وزن الإقلاع الأقصى (MTOW) يكون 440,000 ك.غ. وبذلك تعتبر 747-8 أثقل طائرة إنتاج أمريكي سواء على الصعيد المدني أو العسكري. هذه الطائرة صممت لتنافس الإيرباص 380.

## التحسينات

### الخلفية
في عام 2000 عرضت البوينغ نسخة 747X ونسخة الممتدة كبدائل عن الإيرباص 3XX. ولكنه كان اقتراح متواضع مقارنة مع النسخ التي قبلها 500- و600-. وستزيد من باع الجناح إلى 229 قدم (69.8متر) وذلك بإضافة قطعة بنهاية الجناح. المفترض انها تحمل 430 راكب لمدى يصل إلى 10000 ميل أو 16000 كم. النسخة الأخرى الممتدة يصل طولها إلى 80.2 متر مما يسمح لها بحمل أكثر من 500 راكب لمدى يصل 9000 ميل أو 14500 كم.
لكن المشكلة أن تلك العائلة لم تكن لها الجاذبية لكسب زبائن كي تدخل طور الإنتاج. وبعض من تلك الأفكار المطورة والمستخدمة بتلك الطائرة لا تزال موجودة بطائرة 747-400إي ار.
بعد هذا البرنامج، اكملت البوينغ دراسة التحسينات ل 747 وذلك بمحاولة إنتاج 747−400XQLR ويعني مدى أطول (Quiet Long Range) لكي تزيد المدى إلى 9200 ميل أو 14800كم مع التحسينات لزيادة الكفاءة وتقليل الضوضاء. دراسة التحسينات اضافت طرف الجناح المقطوط بحيث يصبح مثل 767 وأيضا صندوق المحرك المسنن لتقليل الضوضاء. مع ذلك فالنسخة XQLR 747-400 لم تدخل الإنتاج بسبب ان الكثير من المميزات لا تزال تستخدم بالطائرات الأخرى.
في أوائل عام 2004 اعلنت البوينغ عن الاعتماد النهائي لخطط مؤقتة ل747 المطورة. فهي شبيه بالطائرة 747X ولكن تستخدم تقنية 787 من حيث التصميم والأنظمة.

### بوينغ 747-8
اعلنت البوينغ بأنها اطلقت 747 المطورة تحت مسمى بوينغ 747-8 بتاريخ 14 نوفمبر 2005. وتقول البوينغ انها تستخدم تصميم اهدأ وأكثر اقتصادية وأكثر صديق للبيئة من النسخ السابقة ل747. وحيث انها مشتقة من النسخة المعروفة 747-400 إلا ان لها فوائد اقتصادية كتشابه التدريب وإمكانية استبدال القطع بينهما. أيضا شهادة التصديق هي نقطة أخرى للتوفير أكثر من إيرباص إيه 380 الجديدة.
تعتبر 747-8 أضخم طائرة متطورة بالوقت الحاضر. لاسيما في ظل المنافسة المباشرة لاحتواء الطرق البعيدة مع الإيرباص 380 ذات المساحة الكبيرة والمريحة جدا ولها طابقين كاملين والموجودة بالخدمة حاليا. شركات الطيران التي تسعى لطائرات ذات حمولة كبيرة جدا من الركاب، اثنان منهما قد حولا طلبيهما للمنافس الآخر لأسباب متعددة. بسبب تأخير برنامج إيه 380 في أكتوبر 2006, FedEx وUPS الغيا طلبهما لطائرة الشحن إيه 380، وتبعهما عدة زبائن ممن أجل التوصيلة أو حول إلى 747-8 و777F. ولكن لم يلغ أي من الزبائن طلبه لطائرة ركاب للنسخة الإيرباص 380 خلال مارس 2008. وتبقى لوفتهانزا الشركة الوحيدة من الزبائن التي طلبت نسخة للركاب ل 747-8.
خطط للطائرة 747-8 نسخة الشحن ان تدخل الخدمة عام 2009, بينما نسخة الركاب تم ادخالها الخدمة عام 2012، وأول من استخدم نسخة الركاب رسمياً هو طيران اللوفتهانزا الألماني.

## التصميم
8-747 هي نموذج مطور من البوينغ 747 وقد اخذت المميزات المطورة بالتقنية والإيروديناميكية. وقد تم عرض كلا النسختين من 747-8 عام 2005، وقد تم اطالة الهيكل 5.6 أمتار عن بوينغ 747-400، جاعلا الطول الإجمالي 76.4 متر، وتلك الإطالة جعلت من الطائرة 747-8 أطول طائرة ركاب متخطية بذلك الإيرباص 600-380 ب 1.1 متر.
مقارنة مع 400-747 فإن التغيرات التقنية الرئيسية ستكون بأجنحة الطائرة مما يخضعها لفحص التصاميم بالكامل، البنية الأساسية والارتداد الجناح للخلف سيبقون كما هما ولكن الجناح سيكون أكثر سماكة وعمقا، مع أخذ الحسبان بالإيروديناميك مع الاختلاف بتوزيع الضغط وعزم الالتواء. الجناح للطائرة ذات نسخة الركاب ستحمل كمية من الوقود (243,120 لتر) من الوقود النفاث كما هو مخطط لها. ونسخة الشحن ستحمل (230,625 لتر) من الوقود. لذلك فالسعة الزائدة لحمل الوقود لتلك الأجنحة يغني عن الحاجة لعمل أي تغيير جذري بشكل الذيل الأفقي وذلك مقارنة مع الشكل القديم للطائرة 400-747 مما يوفر بعض التكاليف. لكن ومع ذلك فالذيل العمودي فسيرتفع قليلا إلى 19,5 متر بتلك الطائرة.
بعض أجزاء من الهيكل سيستخدم بلاستيك معزز بألياف كربونية وذلك لتوفير الوزن، عموما فالتغيرات بالبنية مقارنة مع بوينغ 747-400 هي تغيرات تطويرية وليست جذرية. فالطائرة 747-8 ستظهر قوة الجناح مع تقوية الإيروديناميكة. سيكون بها قلاب خارجي ذو شق واحد وقلاب داخلي ذو شقين. أطراف الاجنحة مفتولة ومشابهة لما هو موجود بطائرات بوينغ 777-200/-300 وبوينغ 767-400 هذا التصميم يقلل من الدوامات التي تنتج من طرف الجناح على الحواف الجانبية من الأجنحة، وهي تقلل من الناتج المضطرب خلف الطائرة وأيضا السحب وبالتالي ستزداد من كفاءة الوقود ويقل الاستهلاك منه.
محركات جنرال الكتريك جينكس وهو أحد المحركين المعروضين حاليا على البوينغ 787 وسيكون المحرك الوحيد المتوفر للعمل ب 747-8 . ولكن النسخ من 747 ستتكيف لكي توفر نظام نزف الهواء لأنظمة الطائرة التقليدية وستعرض بقطر أصغر ليكون موائم لتلك الأجنحة. وهذا اتفاق انفردت به جنرال الكتريك مع البوينغ ويعني بأن لن يكون هناك أي محرك اخر لديه المقدرة ليوائم 747-8 خلال العشر سنوات القادمة.

## الأنواع

### بوينغ 747-8 إف
اثبتت 747 كفاءتها كطائرة شحن بحيث تحمل نصف الشحن الجوي العالمي. وللمحافظة على تلك الهيمنة، فقد صممت البوينغ نسخة شحن من 747-8 والمسماة 747-8 Freighter الشاحن الجوي أو 747-8 إف . وستكون نسخة ابتدائية ليراقب دخولها الخدمة. فهذه النسخة يكون الطاقم العلوي Upper deck أقصر من نسخة الركاب. هناك زيادة مقدارها (5.6 متر) بالجناح. ويكون وزن الإقلاع الأقصى هو (440.000 ك غ)، ولديها حمولة اجمالية ل 140.000 ك غ ومسافة تصل إلى 8275 كم أو 5140 ميل. تم إنشاء 4 مساحات تحميل بالأرضية الرئيسية بالإضافة إلى مساحة لحاويتين إضافيتين ومنصتين تخزين إضافية بالأرضية السفلية.
سيكون لهذه الطائرة سعة حمولة أكثر ولكن مدى أقصر من الطائرة بوينغ 747-400 إي أر إف. عندما طرحت البوينغ نسخة ERF كانت الزيادة هي 35,000 باوند للوزن الأقصى للإقلاع مما يجعل الطائرة تقلع بوقود أكثر وتهبط بنفس وزن بوينغ 747-400إف. هناك شركات الشحن مثل Cargolux تأخذ أحمال كمكائن أو حمولة غير قابلة للتجزئة مما يتطلب طائرات ذات سعة حمولة أعلى وإمكانية هبوط أفضل. كما المعروف بطائرات الشحن فإن المدى المعطاة بحمولة قصوى وليس الوقود. لذلك فإن هذه الطائرة لديها زيادة بالوزن الأقصى للإقلاع يقدر ب 70,000باوند (970,000 باوند). فإذا أقلعت بالحمولة القصوى، فإنها تقلع بخزانات نصف فارغة. وبرحلة يكون الحمولة ليست بالقصوى، فإن الطائرة تحمل وقودا أكثر ولمدى أطول.

### بوينغ 747-8 أي
نسخة الركاب والمسماة ب 747-8 أي قادرة على حمل 467 راكب بالدرجات الثلاث (أولى وأعمال وسياحية) لمسافة 14,816 كم بسرعة 0.855 ماخ. تلك النسخة تحمل زيادة عن نسخة 747-400 بما يقدر ب 51 راكب + منصتين إضافيتين. وعلى الرغم من النسخ الآولى أقصر من طائرة الشحن F-، لكن النسخ التالية ستكون بنفس الطول لحمل ركاب أكثر وجعل تحويلها لطائرة شحن أسهل. الدور العلوي بهذه النسخة سيكون أطول. التقنية الجديدة للمحركات والتعديلات الديناميكية الحديثة للطائرة جعلت مدى أطول للرحلة وبدون توقف مثل هونغ كونغ / نيويورك، سيدني / دلاس أو حتى بيرث / فرانكفورت.
اقترحت بوينغ بعض التغيير للتصميم الداخلي بالطائرة. أهمها هو السلم الداخلي المؤدي للطابق العلوي. النسخ القديمة من الجامبو 747-400 و747-300 كان السلم الداخلي شبه مستقيم وضيق ويبدا من المطبخ الموجود بالقرب من الباب رقم 2 إلى جهة اليسار من مؤخرة الطابق العلوي، بهذه النسخة فإن السلم يكون مائل وكان بالإساس يكون بجهة اليمين، لكن ازيح إلى اليسار بعد طلب شركة لوفتهانزا. النوافذ امتدت إلى حيث يصل السلم للدور الأعلى، هذا غير عن النوافذ الموجودة أصلا فوق.
هناك اقتراح آخر وهو إزاحة التسهيلات الموجودة بمنطقة التاج (وهي المنطقة التي تكون فوق الركاب حيث يوجد التمديدات الكهربية وأنابيب التكييف موجودة بها) وجعلها بجانبي كابينة الركاب وذلك لزيادة المساحة. ولكن ذلك سيمنع عنهم النوافذ. تلك المساحة العلوية تستخدم حاليا كغرف استراحة للطاقم الطائر كي توفر كراسي اضافية للركاب. اقترحت البوينغ أيضا إنشاء غرفة للمعاملات التجارية (SkyLoft) لخدمات الركاب بمنطقة التاج، وتضم أيضا خدمات الراحة كغرف منفصلة بستائر يكون بها الأسرة والكراسي وخدمات الترفيهة عدا أجهزة الخدمات التجارية كل على حدة. ويكون بها أيضا قاعة عمومية. أيضا اقترحت البوينغ عمل قاعة صغيرة ومنظمة تسمى أسرة علوية (SkyBunks). ويكون الولوج لمنطقة التاج من خلال سلم منعزل ويكون بمؤخرة الطائرة، والركاب الذين يستعملون تلك المميزات يكونوا قد دفعوا سعر ذلك مسبقا ضمن التذاكر. بمعنى يكون الركاب بأماكنهم خلال الإقلاع والهبوط ويذهبون إلى الأعلى خلال الرحلة ولكن دراسة جدوى تلك التسهيلات وجدت أنها غير مقنعة مما حدا بالبوينغ إلغاء فكرة الغرف العلوية لصالح تخزين الأغراض للمطبخ العلوي وقد كانت فكرة مرغوب بها لدى شركات الطيران.
الديكور الداخلي للقاعة الرئيسية شبيه لما هو في بوينغ 787.الأرفف العلوية مائلة قليلا وأما التي بالمنتصف فصممت لتكون كما وأنها ملتصقة بالسقف المائل بدلا من أن تكون مترابطة مع السقف كما بالبوينغ 777. النوافذ مشابهة بالحجم لما هو مستخدم ببوينغ 777 وبوينغ 767-400 إي أر وهي أكبر ب 16% مما هو موجود ب 747-400 الحالية. الإنارة ستكون LED. مما يسهل عليها تشكيل أنواع متعددة من الإنارة ويخلق الجو المناسب لها داخل القاعة الرئيسية ويجعل الرحلة ممتعة وتجربة مريحة. عموما تقنية أنظمة الإنارة LED تعطي عمرا أطول لها وصيانة قليلة التكلفة.
في 6 ديسمبر 2006 أصبحت شركة لوفتهانزا أول زبون يطلب تلك الطائرات. على الرغم من طلبات الخاصة VIP فإن لوفتهانزا ستتسلم أول طائرة 8-787 I من خط الإنتاج.لوفتهانزا هي الشركة الناقلة الوحيدة التي تقدمت بطلب 8I- في يوليو 2008. وقد أعلنت البوينغ ذلك في 15 يوليو 2008 بمعرض فارنبوروه.

## الطلبات والتوصيل
المعلومات حتى مارس 2014.
| تاريخ وضع الطلبية | الزبون                       | 8-747 أي | 8-747 أف | التسليمات |
| ----------------- | ---------------------------- | -------- | -------- | --------- |
| 15 نوفمبر 2005    | كارغولوكس                    |          | 14       | 9         |
| 15 نوفمبر 2005    | خطوط نيبون للشحن الجوي       |          | 14       | 5         |
| 30 مايو 2006      | بوينغ بيزنس جت               | 9        |          | 8         |
| 11 سبتمبر 2006    | طيران أطلس                   |          | 9        | 9         |
| 30 نوفمبر 2006    | خطوط فولجا دنيبر الجوية      |          | 5        | 5         |
| 6 ديسمبر 2006     | لوفتهانزا                    | 19       |          | 12        |
| 28 ديسمبر 2006    | طيران كوريا للشحن            |          | 7        | 5         |
| 8 نوفمبر 2007     | كاثي باسيفيك للشحن           |          | 14       | 13        |
| 7 ديسمبر 2009     | كوريا للطيران                | 10       |          |           |
| 15 يونيو 2011     | طيران أريك                   | 2        |          |           |
| 29 يوليو 2011     | جي إي كابيتال لخدمات الطيران |          | 2        |           |
| 11 سبتمبر 2012    | طيران الصين                  | 5        |          |           |
| 27 نوفمير 2012    | الخطوط السعودية              |          | 2        | 2         |
| 9 يوليو 2013      | Silk Way Airlines            |          | 2        |           |
| 21 ديسمبر 2013    | طيران العربية                | 2        |          |           |
| 27 ديسمبر 2013    | خطوط ترانسايرو الجوية        | 4        |          |           |
| المجموع           |                              | 51       | 69       | 68        |
| المجموع           | 120                          |          |          | 68        |

## المواصفات

مقارنة بين حجم أكبر أربع طائرات الأنتونوف إيه إن-225(الأخضر)، والإتش-4 هيركوليز (ذهبى)، بوينغ 747-8 (أزرق)، والإيرباص إيه380-800 (زهري).

|                                    | بوينغ 747-8 أي           | بوينغ 747-8 إف                 |
| ---------------------------------- | ------------------------ | ------------------------------ |
| طاقم الملاحة                       | اثنان                    | اثنان                          |
| الركاب                             | 605 (أقصى) 410 (3-درجات) | غ/م                            |
| الطول الكلي                        | 76.25 متر                | 76.25 متر                      |
| باع الجناح                         | 68.45 متر                | 68.45 متر                      |
| ارتفاع                             | 19.35 متر                | 19.35 متر                      |
| عرض كابينة الطائرة                 | 6.1 متر                  | 6.1 متر                        |
| وزن الإقلاع الأقصى                 | 448,000 كغم              | 448,000 كغم                    |
| الوزن الأقصى للهبوط                | 312,000 كغم              | 343,000 كغم                    |
| الوزن الأقصى بدون وقود             | 295,000 كغم              | 330,000 كغم                    |
| الحمولة القصوى                     | 76,700 كغم               | 134,200 كغم                    |
| السعة القصوى لخزان الوقود          | 238,610 لتر              | 227,920 لتر                    |
| سرعة العبور عند 11.000 متر         | 917 كم/سا                | 908 كم/سا                      |
| سرعة الطائرة القصوى عند 11.000 متر | 988 كم/سا                | 988 كم/سا                      |
| المدى                              | 14.800 كم عند حمولة قصوى | 8.130 كم بسعة ركاب كاملة (467) |
| سعة الشحن                          | 161.5 م3                 | 854.5 م3                       |
| أقصى ارتفاع للطائرة                | 43,000 م (141,000 قدم)   | 43,000 م (141,000 قدم)         |
| المحركات (4×)                      | جي إي أن إكس-2 بي 67     | جي إي أن إكس-2 بي 67           |
| أقصى دفع للمحركات (4×)             | 296 كيلونيوتن            | 296 كيلونيوتن                  |

المصدر: مواصفات بوينغ 747-8.

### طائرات مناظرة
- أنتونوف إيه إن - 225.
- إتش-4 هيركوليز.
- إيرباص إيه 380.

## وصلات خارجية
- Boeing 747-8 on Boeing.com
- Boeing 747-8, The Shape of the Future on NewAirplane.com نسخة محفوظة 9 ديسمبر 2010 على موقع واي باك مشين.
- Boeing 747-8 Intercontinental Airliner on Aerospace-Technology.com